# Parapimpla rhenana
Parapimpla
Genre
Espèce
Parapimpla rhenana, unique représentant du genre fossile Parapimpla, est une espèce fossile d'insectes Hymenoptères de la tribu des Pimplini (sous-famille des Pimplinae, famille des Ichneumonidae).

## Classification
Le genre Parapimpla et l'espèce Parapimpla rhenana sont décrits en 1937 par le paléontologue français Nicolas Théobald (1903-1981) dans sa thèse. Ce genre Parapimpla est monotypique et l'espèce Parapimpla rhenana en est l'espèce type,,. 

### Fossiles
Le spécimen holotype R 403 et son associé R 404 viennent de la collection Mieg, du musée de Bâle. Le spécimen holotype a une longueur totale 8 mm. Ces insectes viennent des terrains sannoisiens de la localité de Kleinkembs de la commune d'Efringen-Kirchen en pays de Bade, en Allemagne, juste à côté de la frontière franco-allemande du Rhin, au sud-est de l'Alsace.

### Étymologie
L'épithète spécifique, rhenana, fait référence à la localité type située à la frontière franco-allemande du Rhin.

## Description

### Caractères
La diagnose de Nicolas Théobald de 1937 : L'holotype est un « insecte bien conservé. Tête et thorax noirs. Abdomen clair avec taches sombres. Ailes transparentes à nervures jaunes. ». 

« Tête vue de la face inférieure, forme ovale, transversale ; les yeux composés, gros, de forme arrondie, apparaissent par transparence ; clypeus fortement échancré ; antennes filiformes ; article basal court, premier article du funicule plus long que le deuxième, les derniers articles manquent. Thorax allongé, ovale, pronotum court, mésonotum allongé et non ponctué ; dépressions parapsidales profondes. Abdomen subpétiolé, de forme ovale, allongée ; fond clair, porte des taches sombres ; première tergite avec tache sombre et une fossette basale ovale, deuxième avec deux taches sombres presque contiguës, troisième tergite avec deux taches moins grandes ; sur les suivants les taches sont encore plus petites.
Pattes avec hanches allongées, brunes, fémurs plus clairs. Ailes à nervation bien conservée; stigma allongé ; aréole rhombique, petite (v. figure). De la nervure récurrente part une amorce de nervure vers l'arrière de l'aile ».

En résumé, cet insecte a une longueur de 11 mm. La tête est ovale, les yeux composés, les antennes filiformes.
Le thorax est allongé, l'abdomen ovale. Les pattes ont des hanches allongées.
Les ailes ont une nervation bien conservée ; de la nervure récurrente part une amorce de nervure vers l'arrière de l'aile.

### Dimensions
La longueur totale est supérieure à 11 mm, la tête a une longueur 0,75 mm et une largeur 1,50 mm, le thorax a une longueur 3,5 mm et une largeur 2,5 mm, l'abdomen a une longueur supérieure à 7 mm et une largeur de 2,5 mm, les ailes antérieures ont une longueur 8 mm et une largeur 2,75 mm.

### Affinités
« Appartient certainement aux Pimplinae. L'espèce actuelle la plus voisine nous semble être Apechtis migrator Seyrig de Célèbes. Mais notre échantillon diffère des Pimplinae actuels par l'amorce de nervule en arrière de la nervure récurrente. Il s'agit probablement là d'un genre nouveau à caractères archaïques. ».

## Biologie
Dans le gisement de Kleinkems, les Hyménoptères sont l'ordre comportant le plus d'individus d'un nombre limité d'espèces ; ce dépôt est donc proche de leur lieu de vie, un milieu assez aride, steppique.
Par l'étude de l'ensemble des espèces d'insectes de la station et de sa flore, Nicolas Théobald conclut à un climat méditerranéen à affinités tropicales, sans être nettement tropical.

### Ichneumonidae
Les Ichneumonidae sont avant tout des insectes entomophages, depuis longtemps utilisés en lutte biologique par certains sylviculteurs.

### Publication originale
- [1937] Nicolas Théobald, « Les insectes fossiles des terrains oligocènes de France 473 p., 17 fig., 7 cartes,13 tables, 29 planches hors texte », Bulletin Mensuel de la Société des Sciences de Nancy et Mémoires de la Société des sciences de Nancy, Imprimerie G. Thomas,‎ 1937, p. 1-473 (ISSN 1155-1119 et 2263-6439, OCLC 786027547). .